# Balatonszabadi
Balatonszabadi é um município da Hungria, situado no condado de Somogy. Tem 41,34 km² de área e sua população em 2019 foi estimada em 2.965 habitantes.